# Alexandra Camenşcic
Alexandra Camenşcic, née le 28 août 1988 à Criuleni, est une biathlète et fondeuse moldave.

## Biographie
Elle commence en tant que biathlète au niveau international en 2007 dans la Coupe d'Europe junior, puis dispute les Championnats du monde junior en 2008. Durant la saison 2008-2009, dans l'IBU Cup, elle obtient son meilleur résultat à Osrblie avec une quinzième place. L'hiver suivant, elle court plusieurs étapes de la Coupe du monde, se classant au mieux 81e.
Aux Jeux olympiques d'hiver de 2010, à Vancouver, elle prend part au dix kilomètres libre de ski de fond et prend la 70e. Dans ce sport, elle prend aux Championnats du monde en 2009, 2013 et 2015, année de la fin de sa carrière sportive.
Aux Jeux olympiques d'hiver de 2014, à Sotchi, elle prend part au dix kilomètres classique de ski de fond, pour se classer 68e et au sprint de biathlon, arrivant 83e et dernière du sprint.
En biathlon, Camenşcic compte cinq sélections aux Championnats du monde en 2009, 2011, 2012, 2013 et 2015, obtenant comme meilleur résultat une 86e place sur l'individuel en 2009.

## Palmarès

### Jeux olympiques d'hiver
| Épreuve / Édition | Sprint                           | Sprint                           | 10 km                            | 10 km                            | Poursuite / Skiathlon 2 × 7,5 km | 30 km | Relais | Relais   |
| Épreuve / Édition | libre                            | classique                        | libre                            | classique                        | Poursuite / Skiathlon 2 × 7,5 km | 30 km | Sprint | 4 × 5 km |
| JO 2010 Vancouver | Épreuve inexistante à cette date | -                                | 70e                              | Épreuve inexistante à cette date | -                                | -     | —      | -        |
| JO 2014 Sotchi    | -                                | Épreuve inexistante à cette date | Épreuve inexistante à cette date | 68e                              | -                                | -     | -      | —        |

Légende :
- : pas d'épreuve
- — :  Épreuve non disputée par Camenşcic

### Championnats du monde
| Épreuve / Édition           | Sprint                           | Sprint                           | 10 km                            | 10 km                            | Poursuite / Skiathlon 2 × 7,5 km | 30 km | Relais | Relais   |
| Épreuve / Édition           | libre                            | classique                        | libre                            | classique                        | Poursuite / Skiathlon 2 × 7,5 km | 30 km | Sprint | 4 × 5 km |
| Mondiaux 2009 Liberec       | 84e                              | Épreuve inexistante à cette date | Épreuve inexistante à cette date | -                                | -                                | -     | —      | -        |
| Mondiaux 2013 Val di Fiemme | Épreuve inexistante à cette date | 94e                              | 88e                              | Épreuve inexistante à cette date | -                                | -     | —      | -        |
| Mondiaux 2015 Falun         | Épreuve inexistante à cette date | 85e                              | DNS                              | Épreuve inexistante à cette date | -                                | -     | —      | -        |

Légende :
- : pas d'épreuve
- — : Non disputée par Camenşcic
- DNS : non-partante

## Palmarès en biathlon

### Jeux olympiques
| Épreuve / Édition           | Individuel | Sprint | Poursuite | Départ en masse | Relais | Relais mixte |
| Jeux olympiques 2014 Sotchi | -          | 83e    | —         | —               | —      | —            |

Légende :
- - : Non disputée par Camenşcic

#### Championnats du monde
| Épreuve / Édition             | Individuel | Sprint  | Poursuite | Mass start | Relais | Relais mixte |
| Mondiaux 2009 Pyeongchang     | 86e        | 90e     | -         | -          | —      | -            |
| Mondiaux 2011 Khanty-Mansiïsk | 89e        | 101e    | -         | -          | —      | -            |
| Mondiaux 2012 Ruhpolding      | 93e        | 110e    | -         | -          | -      | -            |
| Mondiaux 2013 Nové Město      | 109e       | 112e    | -         | -          | —      | -            |
| Mondiaux 2015 Nové Město      | -          | Abandon | -         | -          | —      | -            |

Légende :
- — : non disputée par Camenşcic